# Rheum inopinatum
Rheum inopinatum är en slideväxtart som beskrevs av David Prain. Rheum inopinatum ingår i släktet rabarbersläktet, och familjen slideväxter. Inga underarter finns listade i Catalogue of Life.